# Le Prince des dragons
Le Prince des dragons (The Dragon Prince) est une série télévisée fantasy américaine créée par Aaron Ehasz et Justin Richmond, produite par Wonderstorm, et mise en ligne depuis le 14 septembre 2018 sur Netflix. Un jeu vidéo se déroulant dans le même univers que la série est sorti sur téléphone.

## Synopsis
La série se déroule dans un monde fantastique sur le continent de Xadia, qui est riche en magie dérivée de six sources primaires : le Soleil, la Lune, les Étoiles, la Terre, le Ciel et l'Océan. Cependant, les humains - qui ne pouvaient pas utiliser la magie primitive - ont découvert l'utilisation de la magie noire, qui est alimentée par l'essence vitale des animaux et des créatures magiques. À la suite de cette monstrueuse découverte, ils furent chassés de Xadia par les dragons et les elfes et exilés à l'autre extrémité du continent, où ils ont fondé les cinq royaumes humains de la Pentarchie. La frontière de lave entre les deux moitiés du continent était gardée par Tonnerre, le roi des dragons.
Un millénaire plus tard, les humains ont tué le roi des dragons et l'œuf de son héritier a disparu, présumé détruit; la guerre totale est imminente. Pour venger ce crime sans nom, les elfes envoient à Katolis une équipe d'assassins exécuter le roi Harrow et son héritier, le prince Ezran. C'est alors que la plus jeune elfe du groupe d'assassin, une fille du nom de Rayla, le prince Ezran, et le prince Callum, beau-fils du roi Harrow et demi-frère d'Ezran, font une découverte stupéfiante: l'œuf du Prince des Dragons est intact. Afin d'éviter la guerre totale qui se prépare, Ezran, Callum et Rayla unissent leurs efforts afin de ramener l'œuf à Zubeia, la Reine des Dragons. Mais en chemin, ils devront faire face aux manigances du mage noir Viren et de ses deux enfants, Soren et Claudia; tandis que du côté de la Brèche, point de passage à la frontière de lave, la Générale Amaya doit faire face aux incursions hostiles de troupes elfiques.

## Univers de la série

### Géopolitique
Le continent est divisé en deux puissances principales: Xadia à l'Est, et la Pentarchie à l'Ouest, tous deux séparés par la Frontière.

#### Xadia
Ce continent de magie est la terre des Elfes et des Dragons, dirigé par le Roi des Dragons Avizandum, puis par la Reine Zubeia. Les elfes se caractérisent par des oreilles pointues, des mains à quatre doigts et une paire de cornes qui leur poussent sur le sommet du crâne. Les peuples xadiens se différencient en fonction de l'élément de magie primitive qu'ils utilisent (Soleil, Lune, Étoiles, Ciel, Terre, Océan). Ainsi, il y a six clans elfiques, un pour chaque élément:
- Les Elfes de la Pleine Lune, dont les capacités furtives en font de redoutables espions et de dangereux assassins, de même que de grands illusionnistes. Sa capitale est le Bosquet d'Argent.
- Les Elfes du Soleil, dont les forges créent des armes et des armures supérieures à toutes les autres. Ce clan est dirigé par la Reine Khessa depuis la capitale de Lux Aurea.
- Les Elfes des Étoiles, dont leur longévité plurimillénaire est la caractéristique la plus notable.
- Les Elfes des Ailes du Ciel, dont un sur dix voit des ailes lui pousser naturellement dans le dos.
- Les Elfes du Sang de la Terre, qui sont les moins pudibonds.
- Les Elfes de l'Océan, qui ressemblent beaucoup à des créatures marines.

#### La Pentarchie
La Pentarchie regroupe les cinq grands royaumes humains:
- Katolis est le plus grand et le plus puissant des cinq royaumes, situé à la frontière avec Xadia, et agissant par conséquent comme sentinelle contre les incursions elfiques. Il est dirigé par le Roi Harrow, puis par son fils Ezran.
- Duren, dont les ressources agricoles permettent de compléter les réserves des autres royaumes. Il est dirigé par la Reine Aanya, la plus jeune de toutes, à la suite du décès des Reines Annika et Neha des griffes d'Avizandum.
- Neolandia, royaume désertique dont le manque de ressources a obligé son peuple à faire preuve d'astuce. Il est dirigé par le Roi Ahling, puis par le Prince Kasif.
- Del Bar, renommé pour le talents de ses chasseurs et de ses forgerons. Il est dirigé par le Roi Florian.
- Evenere, le plus isolé et le plus indépendant des cinq royaumes. Il est dirigé par la Reine Fareeda.

#### La Frontière
La Frontière entre Xadia et la Pentarchie est une gigantesque rivière de lave séparant les deux royaumes. Elle était surveillée du côté xadien par le Roi Avizandum en personne jusqu'à son assassinat; et du côté humain par les troupes de Katolis sous les ordres de la Générale Amaya. Il n'y a que deux points de passage à travers cette frontière: la Brèche, utilisée par les humains pour leurs incursions dans Xadia et lourdement défendue par Katolis, et le Chemin des Pierres de Lune, passage utilisé par les elfes pour leurs incursion dans les territoires humains, qui ne peut être découvert qu'à la lumière de la Lune. Le Chemin des Pierres de Lune mène dans Xadia à un canyon qui est défendu par le dragon Sol Regem.

### Personnages

#### Principaux
- Callum : Prince de Katolis, beau-fils du Roi Harrow et fils de la Reine Sarai.
- Ezran : Prince Héritier de Katolis, fils du Roi Harrow et de la Reine Sarai.
- Rayla : Assassin elfe, devenue amie avec Ezran. Petite amie de Callum
- Soren : Garde royal et fils de Viren.
- Viren : Mage noir de Katolis et antagoniste principal de la série. Il veut à tout prix tuer le prince des dragons et les 2 princes.
- Claudia : Apprentie magicienne et fille de Viren.

#### Humains
- Roi Harrow : Souverain de Katolis, père d'Ezran et beau-père de Callum.
- Générale Amaya : Sœur de la Reine Sarai et tante de Callum et d'Ezran.
- Reine Sarai : Défunte épouse d'Harrow et mère de Callum et d'Ezran.
- Corvus : Eclaireur d'Amaya, puis garde du corps d'Ezran.
- Commandant Gren : Adjoint et interprète d'Amaya.
- Captaine Villads : Ancien pirate reconverti.
- Grande Prêtresse Opeli : Membre du Conseil Royal de Katolis.
- Ellis : Jeune villageoise.

#### Elfes
- Runaan : Père adoptif de Rayla, ami de Lain et Tiadrin (parents de Rayla) et chef du groupe d'assassins du clan des Elfes de la Pleine Lune.
- Aaravos : Mage noir du clan des Elfes des Étoiles et antagoniste principal de la série. Il va aider Viren en communiquant avec un ver violet.
- Lujanne : Illusionniste du Clan des Elfes de la Pleine Lune.
- Ethari : Père adoptif de Rayla, mari de Runaan et  forgeron elfe du clan des Elfes de Pleine Lune.
- Janai : Générale du Clan des Elfes du Feu du Soleil et sœur de la Reine Khessa et du Prince Karym.
- Karim : Frère de Janai et de la Reine Khessa (saison 4).
- Ibis : Mage elfe du clan des Elfes des Ailes du Ciel au service de la famille royale des dragons.
- Terrestrius ''Terry'' : Petit ami de Claudia (saison 4).
- Nyx : Voleuse elfe du clan des Elfes des Ailes du Ciel.
- Tiadrin : Mère de Rayla et membre de la Garde du Dragon.
- Lain : Père de Rayla et membre de la Garde du Dragon.

#### Animaux et Dragons
- Battrapa : animal de compagnie d'Ezran.
- Azymondias ("Zym") : Prince des Dragons.
- Avizandum ("Tonnerre" pour les humains) : Défunt Roi des Dragons.
- Zubeia : Reine des Dragons. Décédée
- Sol Regem : ancien Roi des Dragon, et gardien du Canyon menant à Xadia, après le chemin des Pierres de Lune. Il est l'archidragon du soleil et est devenu aveugle après un combat contre un mage noir. Décédé
- Rex Igneous : Archidragon de la Terre, ancien rival d'Avyzandum. Décédé
- Domina Profundis : Archidragon de l'Océan. Décédée
- Luna Tenebris : Archidragon de la Lune, ancienne Reine des Dragons, après le retrait de Sol Regem. Décédée

## Épisodes

### Livre 1:La Lune
1. L’Écho du Tonnerre (Echoes of Thunder)
2. Ce qui est fait (What Is Done)
3. Pleine Lune (Moonrise)
4. Soif de sang (Bloodthirsty)
5. Un trône vide (An Empty Throne)
6. Briser la glace (Through the Ice)
7. La Dague et le Loup (The Dagger and the Wolf)
8. La Caldeira maudite (Cursed Caldera)
9. Merveilleux Orage (Wonderstorm)

### Livre 2:Le Ciel
Cette saison a été mise en ligne depuis le 15 février 2019.
1. Un secret et une étincelle (A Secret and a Spark)
2. Les Mensonges de la demi-lune (Half Moon Lies)
3. Des écrans de fumée (Smoke and Mirrors)
4. Voyage en mer (Voyage of the Ruthless)
5. Briser le sceau (Breaking the Seal)
6. Le Cœur du Titan (Heart of a Titan)
7. La Furie du dragon (Fire and Fury)
8. Le Livre du destin (The Book of Destiny)
9. Respire (Breathe)

### Livre 3:Le Soleil
Cette saison a été mise en ligne depuis le 22 novembre 2019.
1. Sol Regem (Sol Regem)
2. La Couronne (The Crown)
3. Fantôme (Ghost)
4. Le Désert de minuit (The Midnight Desert)
5. Héros et génies (Heroes and Masterminds)
6. La Chute du roi des dragons (Thunderfall)
7. Le Sortilège (Hearts of Cinder)
8. La Garde du roi (Dragonguard)
9. La Bataille finale (The Final Battle)

### Livre 4:La Terre
Cette saison a été mise en ligne depuis le 3 novembre 2022.
1. Renaissance (Rebirthday)
2. Etoiles déchues (Fallen Stars)
3. À couper le souffle (Breathtaking)
4. De l'autre côté du miroir (Through the looking glass)
5. Les Hautes Portes (The Great Gates)
6. La forêt enchantée (The Drakewood)
7. Sous la surface (Beneath the surface)
8. Rex Igneous (Rex Igneous)
9. La grande évasion (Escape from Umber Tor)

### Livre 5:L’Océan
Cette saison a été mise en ligne depuis le 22 juillet 2023.
1. Domina Profundis (Domina Profundis)
2. De vieilles blessures (Old Wounds)
3. Cauchemars et révélations (Nightmares & Revelations)
4. La Grande Bibliothèque (The Great Bookery)
5. Archimage Akiyu (Archmage Akiyu)
6. Appâtera et attrapera (Bait & Switch)
7. Le pied marin (Sea Legs)
8. Finnegrin, antihéros (Finnegrin's Wake)
9. Infantis Sanguine (Infantis Sanguine)

### Livre 6:Les Étoiles
Cette saison a été mise en ligne le 25 juillet 2024.
1. La touche elfique (Startouched)
2. Tout est bon dans le champignon (Love, War and Mushrooms)
3. En froid (The Frozen Ship)
4. La tour de l'étoile (The Starscraper)
5. Nuit sans lune (Moonless Night)
6. Moment de vérité (Moment of Truth)
7. Noces pourpres (The Red Wedding)
8. Ravages (We All Fall Down)
9. Poussière d’étoiles (Stardust)

### Livre 7:Ténèbres
Cette saison a été mise en ligne le 19 décembre 2024
1. À la mort, à la vie (Death Alive)
2. La pureté du cœur (True Heart)
3. À la lueur des ossements (The Glittering Bones)
4. Des affaires inachevées (Unfinished Business)
5. Juré, scellé (Sticky Fingers)
6. Inversion (Inversion)
7. Le titan et le roi (The Titan and the King)
8. Lorsque meurt la lumière (Dying Light)
9. Nova (Nova)

## Distribution

### Voix françaises
Personnages principaux
- Fanny Bloc : Rayla
- Martin Faliu : Callum
- Kylian Trouillard (saison 1-3) puis Thomas Sagols (depuis la saison 4) : Ezran
- Emmanuel Curtil : Viren
- Youna Noiret : Claudia
- François Santucci (saison 1-3) puis Aurélien Raynal (depuis la saison 4) : Soren

Personnages récurrents
- Daniel Lobé : Aaravos
- Valentin Merlet : Runaan
- Mohad Sanou : Corvus
- Jean-Baptiste Anoumon : Roi Harrow de Katolis
- Jérémie Bédrune : Commandant Gren
- Lila Lacombe : Ellis
- Léovanie Raud : Lujanne, Opeli et Zubeia
- Corinne Wellong : Janai/reine Annika
- Benjamin Gasquet : Ibis
- Nicolas Justamon : Rex igneous
- Christophe Lemoine : capitaine Villads
- Pascale Mompez : Sunfire
- Dorothée Pousséo : Nyx
- Franck Vincent : Barius
- Maxime Baudoin : Maitre Corbeau
- Jonathan Gimbord : Terrestrius
- Baptiste Marc : Karim
- Benjamin Bollen : N'than
- Jessie Lambotte : Lucia
- Melissa Berard : Miyana
- Anaïs Delva : Astrid
- Arnaud Léonard : Ethari
- Clara Quilichini : Aanya
- Chantal Baroin : Kim'dael de la Lune de Sang
- Augustin Jacob : Lyrennus
- Voix additionnelles : Marie-Eugénie Maréchal, Fred Colas, Alexandre Gillet

 Source et légende : version française (VF) sur RS Doublage

## Jeu de rôle
Il existe un jeu de rôle appelé Tale of Xadia qui se déroule dans l'univers du Prince des dragons. Le jeu de rôle permet de jouer des humains ou des elfes.

## Jeu vidéo
Parallèlement à la série, Wonderstorm développe un jeu vidéo basé sur la série et développe son intrigue. Ce sera un jeu multijoueur basé sur le combat, mais pas un MMO. Les joueurs incarneront les personnages de la série. Aucune information sur les plateformes prises en charge ou les dates de sortie n'a été rendue disponible.